# Kid Power – Die Nervensägen!
Kid Power – Die Nervensägen! ist eine französische Filmkomödie von Eric Civanyan aus dem Jahr 2007.

## Handlung
Francis wollte nie Kinder, doch brachte seine Frau Marie die zehnjährige Lola und den fünfjährigen Raphaël mit in die Ehe. Vor allem Lola ist eine Nervensäge, benimmt sich divenhaft und fordernd und akzeptiert ihren Stiefvater nicht als Autoritätsperson. David und Anna Sebaq haben die beiden Töchter Salomé und Rachel, die sich ständig zanken und ihren Eltern ebenfalls respektlos gegenübertreten. Élisabeth und François-Xavier Michelet de Varagnes wiederum glauben, mit den Zwillingen Maxence und Clarence sowie der Tochter Clémence brave Kinder zu haben, die jedoch hinter ihrem Rücken die größten Dummheiten anstellen. Die Barbiers und Sebaqs beschließen als erstes, etwas gegen die unhaltbaren Zustände im eigenen Haus zu unternehmen. Erste eigene Initiativen bringen jedoch keinerlei Ergebnis. Sie wenden sich daher an Psychologin Laurence Culerrier, die den Eltern erste Hilfestellungen gibt. Die Kinder sollten einerseits strenger behandelt werden, andererseits aber auch in engem Rahmen Freiheiten erhalten. In jedem Fall müssen die Eltern das letzte Wort haben.
Da sich beide Familien angefreundet haben, beschließen Francis, Marie, David und Anna, den Abend gemeinsam in der Disko zu verbringen. Lola weigert sich, den Abend mit dem Kindermädchen zu verbringen, sodass Francis und Marie das Treffen absagen. David und Anna jedoch setzen den Plan der Eltern durch, lotsen die beiden heimlich aus dem Haus und schmuggeln das Kindermädchen in die Wohnung. In der Disko bekräftigen die Familien das Ziel, wieder das Sagen im eigenen Haus zu haben. Um sich für den mit dem Kindermädchen verbrachten Abend zu rächen, benimmt sich Lola am nächsten Morgen besonders frech, legt die Füße auf den Tisch, nörgelt am Essen und spuckt das Frühstück schließlich demonstrativ aus. Mittags sucht Francis seine Stieftochter in der Schule auf und benimmt sich in der Schulkantine genauso wie sie am Morgen. Lola ist sein Auftreten vor den Mitschülern peinlich. Auch Lolas ständiges Chatten im Internet wird nun von den Eltern überwacht. Zudem zapfen sie das Telefon im Haus durch Nebenstationen an und können sich nun in Telefonate der Kinder einklinken.
Die Michelet de Varagnes kommen erst spät dahinter, wie ihre Kinder eigentlich leben. Als die drei Klassenarbeiten in der Schule stehlen, um sie unter den Schülern zu verkaufen, wendet sich die Familie schließlich hilfesuchend an Marie, die für François-Xavier Michelet de Varagnes arbeitet und ihm von ihren Erfolgen im Ringen um Lola erzählt hat. Die bisher verwöhnten Kinder der Michelet de Varagnes kriegen nun nicht mehr ihre Sachen gewaschen, müssen ihr Zimmer selbst aufräumen und sich auch um ihr Essen alleine kümmern. Zwar unterstützen sich die Kinder in der Schule untereinander, müssen jedoch bald erkennen, dass sie gegen ihre Eltern nicht ankommen. Sie beschließen am Ende, ihren Eltern dort zu schaden, wo es sie besonders schmerzt: Sie stellen die eigenen Wohnungen bzw. das eigene Haus online zum Verkauf bzw. zur Nachmiete ein. Der Ansturm der Interessenten bringt für die Eltern das Fass zum Überlaufen. Sie bringen ihre Kinder in eine Jugendbesserungsanstalt – nur, um sie zu erschrecken. Die Kinder jedoch reißen aus und begeben sich zur Psychologin, die sie für all die Geschehnisse verantwortlich machen. Laurence Culerrier macht ihnen deutlich, wie wichtig die Eltern für die gute Entwicklung der Kinder sind und dass die Kinder ihre Hilfe annehmen und schätzen lernen sollten.
Einige Zeit später fahren die drei Familien zu einem Picknick. Sie sind erfreut, wie gut sich die Kinder verhalten, doch fallen sie schon bald in alte Verhaltensweisen zurück: Die Töchter der Sebaqs zanken sich, die Zwillinge machen Unsinn und Raphaël bringt den Wagen seines Vaters zum Losrollen. Bevor die Eltern wütend werden können, geht ein Regenschauer nieder und alle beginnen zu lachen.

## Produktion
Kid Power – Die Nervensägen! wurde von Juli bis September 2006 in Paris, Livry-Gargan und Villiers-sur-Marne gedreht. Die Kostüme schuf Anne Brault, die Filmbauten stammen von Jean-Luc Raoul. Der Film kam am 4. April 2007 in die französischen Kinos, wo er von fast 455.000 Besuchern gesehen wurde. In Deutschland erschien der Film am 19. März 2008 unter dem Titel Kid Power – Die Nervensägen! auf DVD und wurde am 14. Februar 2009 auf RTL unter dem Titel Die Nervensägen! erstmals im deutschen Fernsehen gezeigt.

## Synchronisation
| Rolle              | Darsteller         | Synchronsprecher   |
| ------------------ | ------------------ | ------------------ |
| Marie              | Sandrine Bonnaire  | Christine Stichler |
| Francis            | Pascal Légitimus   | Wolfgang Müller    |
| Lola               | Rebecca Marder     | Maresa Sedlmeir    |
| Raphaël            | Aurélien Du Mur    | Sandro Iannotta    |
| Anna               | Anne Parillaud     | Uta Zaradic        |
| David              | Pierre Cassignard  | Martin Umbach      |
| Salomé             | Frankie Wallach    | Magdalena König    |
| Élisabeth          | Michèle Garcia     | Dorothea Anzinger  |
| François-Xavier    | Michel Vuillermoz  | Hans-Georg Panczak |
| Maxence            | Laurenzo Ciais     | Henry Engels       |
| Clarence           | Josselin Ciais     | Maximilian Belle   |
| Clémence           | Delphine Mesas     | Melina Borcherding |
| Laurence Culerrier | Marie Bunel        | Elisabeth Günther  |
| Großmutter         | Hélène Surgère     | Eva-Maria Lahl     |
| Großvater          | André Chazel       | Christian Mey      |
| Herr Huet          | Thierry Heckendorn | Michael Gahr       |

## Kritik
„Familienkomödie der derberen Art“, stellte der film-dienst fest. Für Cinema setzte Regisseur Eric Civanyan „trotz Staraufgebot und guter Idee […] die abgestandenen Gags viel zu übertrieben in Szene“. Der Film sei „witzig gemeint, aber oft bloß nervig“.